# Roberto Alvim Corrêa
Pour les articles homonymes, voir Correa (homonymie).
Roberto Alvim Corrêa (ou sous son nom francisé Robert Corrêa ; Bruxelles, 1901 - Rio de Janeiro, 29 juin 1983) est un écrivain, éditeur et professeur de français d'origine brésilienne.

## Biographie
Petit-fils de la baronne de Oliveira Castro — qui est la fille de l'un des piliers de la monarchie brésilienne, le baron José Mendes de Oliveira Castro (pt)(1842-1896) mariée à Constança Cordeiro Torres e Alvim —, fils du peintre symboliste Henrique Alvim Corrêa, Roberto naît à Bruxelles, mais poursuit ses études à Genève après la mort prématurée de son père, à 34 ans. Il réside à la Maison des étrangers, ayant pour condisciple Jorge Luis Borges.
Il arrive à Paris en 1928 pour y fonder les Éditions Corrêa qui publient sous sa direction des auteurs comme François Mauriac, Charles Du Bos, Albert Béguin, Jacques Maritain, Gabriel Marcel, Marcel Raymond, entre autres.
Il revend sa maison à Buchet/Chastel en 1936 et quitte la France pour le Brésil en 1939.
Installé à Rio où il enseigne le français, il dirige la collection Nossos Clássicos pour le compte d'« Editora Agir (pt)» et devient un proche de Carlos Drummond de Andrade.
Il est l'auteur d'essais littéraires et publie son journal intime à partir de 1960, en plusieurs volumes.
Durant les quarante dernières années de sa vie, il œuvre pour la connaissance de la langue et de la culture française au Brésil.

## Œuvre littéraire
- (pt) Anteu e a Crítica, 1938.
- (pt) Hebe ou da Educação, 1950.
- (pt) O Mito de Prometeu, 1951.
- François Mauriac, essayiste chrétien, Editora Agir, 1951.
- (pt) Diário, 1960 et suiv.